# Vorkuta
Vorkuta (tiếng Nga: Воркута́; tiếng Komi: Вӧркута, Vörkuta) là một thành phố phía bắc vòng Bắc Cực ở phần châu Âu của Nga. Vorkuta có 70.548 cư dân (tính đến ngày 14 tháng 10 năm 2010).

## Vị trí địa lý
Vorkuta nằm ở Cộng hòa Komi ở cuối phía bắc của dãy núi Ural trên sông Vorkuta. Dãy núi Pai Choi trải dài từ phía đông bắc của Vorkuta. Dãy núi này là phần tiếp nối phía tây bắc dãy núi Ural.

## Lịch sử
Vào năm 1930, nhà địa chất người Nga Georgy Chernov (1906–2009) đã phát hiện ra các mỏ than lớn bên sông Vorkuta. Cha của Georgy Chernov, nhà địa chất Alexander Chernov (1877–1963), đã thúc đẩy sự phát triển của bể than Pechora cùng với các mỏ đất của Vorkuta. Sau khi được phát hiện, ngành công nghiệp khai thác than bắt đầu. Năm 1931, một khu định cư của các nhà địa chất được thành lập bởi những người quản lý mỏ than. Hầu hết những cư dân là những tù nhân từ trại Gulag Ukhta-Pechora.
Trong suốt thập kỷ 1930, Vorkutlag, một trong những trại cải tạo lao động (Gulag) khét tiếng nhất Liên Xô. Vorkutlag được thành lập vào năm 1932 với việc bắt đầu khai thác mỏ và trại này là trại Gulag lớn nhất trong số các trại Gulag ở phần châu Âu của Nga và đóng vai trò là trung tâm hành chính cho một số lượng lớn các trại và tiểu trại nhỏ hơn, trong số đó có Kotlas, Pechora và Izhma (Sosnogorsk ngày nay).
Vào năm 1941, Vorkuta được kết nối với đường sắt Pechora và vào ngày 26 tháng 11 năm 1943, Vorkuta được trao quyền thành phố và sau đó đóng một vai trò quan trọng như một trung tâm cho các trại cải tại lao động. Vào mùa hè năm 1953, ngay sau khi Stalin qua đời, các tù nhân trong trại đã nổi dậy nhưng cuộc nổi dậy của họ đã bị đàn áp đẫm máu sau những thành công ngắn ngủi. Tuy nhiên, cuộc nổi dậy này đã buộc những nhà lãnh đạo Liên Xô phải ân xá cho tội phạm và sau đó là cho một số tù nhân chính trị.
Trong thời gian diễn ra trại lao động, gần hai triệu tù nhân đã bị trục xuất đến Vorkuta và bị buộc phải làm việc nặng nhọc ở đó.

## Khí hậu
Vorkuta có khí hậu cận Bắc Cực (Köppen Dfc) với mùa hè mát mẻ ngắn và mùa đông rất lạnh cùng với tuyết. Nhiệt độ trung bình vào tháng 2 là khoảng −20 °C và vào tháng 7 là khoảng +13 °C. Khí hậu của Vorkuta bị ảnh hưởng bởi cả khoảng cách từ Đại Tây Dương và gần Bắc Băng Dương. Điều này khiến mùa đông kéo dài đến tháng 5 và hơi ấm mùa hè đặc trưng của Nga bị cản trở đến thành phố ngoại trừ một số trường hợp hiếm hoi. Mặc dù vậy, Vorkuta có mùa đông ít khắc nghiệt hơn so với các khu vực xa hơn rất nhiều về phía nam Siberia nhờ sự điều tiết hàng hải. Điều này cũng có nghĩa là nhiệt độ dưới −50 °C chưa từng được ghi nhận trong bất kỳ tháng mùa đông nào trừ tháng 12. Với mùa đông ẩm ướt, tuyết rơi phổ biến hơn nhiều so với các khu vực xa hơn về phía đông và một lớp tuyết lớn được hình thành mỗi năm. Do có mùa hè ấm áp và vừa phải, Vorkuta nằm dưới đường giới hạn cây gỗ Bắc Cực.
Ngày vùng cực ở Vorkuta kéo dài từ ngày 30 tháng 5 đến ngày 14 tháng 7 và đêm vùng cực kéo dài từ ngày 17 tháng 12 đến ngày 27 tháng 12.
| Dữ liệu khí hậu của Vorkuta             | Dữ liệu khí hậu của Vorkuta | Dữ liệu khí hậu của Vorkuta | Dữ liệu khí hậu của Vorkuta | Dữ liệu khí hậu của Vorkuta | Dữ liệu khí hậu của Vorkuta | Dữ liệu khí hậu của Vorkuta | Dữ liệu khí hậu của Vorkuta | Dữ liệu khí hậu của Vorkuta | Dữ liệu khí hậu của Vorkuta | Dữ liệu khí hậu của Vorkuta | Dữ liệu khí hậu của Vorkuta | Dữ liệu khí hậu của Vorkuta | Dữ liệu khí hậu của Vorkuta |
| Tháng                                   | 1                           | 2                           | 3                           | 4                           | 5                           | 6                           | 7                           | 8                           | 9                           | 10                          | 11                          | 12                          | Năm                         |
| --------------------------------------- | --------------------------- | --------------------------- | --------------------------- | --------------------------- | --------------------------- | --------------------------- | --------------------------- | --------------------------- | --------------------------- | --------------------------- | --------------------------- | --------------------------- | --------------------------- |
| Lượng Giáng thủy trung bình mm (inches) | 36 (1.4)                    | 34 (1.3)                    | 33 (1.3)                    | 27 (1.1)                    | 35 (1.4)                    | 52 (2.0)                    | 55 (2.2)                    | 63 (2.5)                    | 57 (2.2)                    | 57 (2.2)                    | 40 (1.6)                    | 42 (1.7)                    | 531 (20.9)                  |
| Lượng tuyết rơi trung bình cm (inches)  | 47 (19)                     | 66 (26)                     | 81 (32)                     | 84 (33)                     | 53 (21)                     | 4 (1.6)                     | 0 (0)                       | 0 (0)                       | 0 (0)                       | 6 (2.4)                     | 17 (6.7)                    | 30 (12)                     | 388 (153.7)                 |
| Số ngày mưa trung bình                  | 1                           | 0                           | 1                           | 3                           | 9                           | 16                          | 19                          | 22                          | 19                          | 10                          | 2                           | 1                           | 103                         |
| Số ngày tuyết rơi trung bình            | 25                          | 21                          | 23                          | 19                          | 16                          | 4                           | 0                           | 0                           | 4                           | 18                          | 24                          | 26                          | 180                         |
| Độ ẩm tương đối trung bình (%)          | 81                          | 80                          | 81                          | 79                          | 79                          | 72                          | 74                          | 82                          | 85                          | 88                          | 84                          | 82                          | 81                          |
| Nguồn: Pogoda.ru.net                    |                             |                             |                             |                             |                             |                             |                             |                             |                             |                             |                             |                             |                             |

## Tình hình dân số
| Năm  | Dân số  |
| ---- | ------- |
| 1959 | 55 668  |
| 1970 | 89 742  |
| 1979 | 100 210 |
| 1989 | 115 646 |
| 2002 | 84 917  |
| 2010 | 70 548  |
| 2021 | 52 292  |

## Người nổi tiếng
- Nelli Feryabnikova (*1949), cầu thủ bóng rổ nữ
- Grigory Degtyarev  (1958–2011), vận động viên điền kinh[7]
- Andreï Sokolov (*1963), kiện tướng cờ Pháp gốc Nga
- Andrey Nikolishin (*1973), cầu thủ khúc cầu côn trên băng
- Andrey Posnov (*1981), cầu thủ khúc cầu côn trên băng
- Arkady Vyatschanin (*1984), vận động viên bơi ngửa
- Anastasya Ivanenko (*1989), vận động viên bơi[8]